# Ibrahim Fazeel
Ibrahim Fazeel, né le 9 octobre 1980 à Malé aux Maldives, est un footballeur international maldivien.
Il évolue actuellement au poste de milieu offensif avec le club de New Radiant.

## Biographie

### Sélection
Ibrahim Fazeel joue son premier match en équipe nationale en 2000. 
Il participe à l'AFC Challenge Cup en 2012 avec les Maldives.
Au total, il compte 72 sélections et 22 buts en équipe des Maldives depuis 2000.

## Palmarès

### En club
- New Radiant :
  - Champion des Maldives en 2012 et 2014
  - Vainqueur de la Coupe des Maldives en 2005 et 2006

- Victory SC :
  - Champion des Maldives en 2009
  - Vainqueur de la Coupe des Maldives en 2009 et 2010

### En sélection nationale
- Vainqueur du Championnat d'Asie du Sud en 2008
- Finaliste du Championnat d'Asie du Sud en 2003 et 2009

### Distinctions personnelles
- Footballeur maldivien de l'année en 2005

## Statistiques

### Buts en sélection
Le tableau suivant liste les résultats de tous les buts inscrits par Ibrahim Fazeel avec l'équipe des Maldives.